# Oswaldia vesana
Oswaldia vesana là một loài ruồi trong họ Tachinidae.